# Mångstråliga korallpolyper
Mångstråliga korallpolyper (Zoanthidea]  är en vanlig typ av koralldjur som kan hittas i korallreven runt om i världen. Dessa djur existerar i många formationer och färger. De kan växa som enskilda polyper eller i kolonier. Som de flesta koraller är de hermatypiska och är därför beroende av solljus och växer ofta nära ytan.

## Faror
Mångstråliga korallpolyper innehåller det mycket giftiga ämnet palytoxin som är en av de mest giftiga organiska substanserna i världen, men det förs en debatt om hur mycket av detta gift dessa koraller innehåller. Men även i små doser kan detta gift vara dödligt vid inandning eller om det kommer in i blodomloppet. Det finns inget känt motgift.
När man har mångstråliga korallpolyper i ett akvarium i hemmet så är det viktigt att ha en dedikerad arbetsstation för att arbeta med korallerna där man rengör alla verktyg noga; speciellt om en polyp skulle spricka. Dessa kemikalier är det enda skyddet dessa koraller har mot rovdjur.